# 중심지이론
중심지이론(central place theory, 中心地理論)은 도시체계 내에서 취락의 수, 규모, 분포 등을 설명하는 지리학 이론이다. 독일 지리학자 발터 크리스탈러(Walter Christaller)에 의해 고안된 이론이다.
중심지 이론에 의하면 한 지역의 중심지 기능의 수행정도는 일반적으로 그 지역의 인구 규모에 비례하며, 중심 지역을 둘러싼 배후 지역에 대해 다양한 상품과 서비스를 제공하고 교환의 편의를 도모해 주는 장소를 말하며, 일반적으로 모든 도시는 중심지 기능을 수행한다.
고객과 소비자들이 중심지로부터 서비스를 제공받는 지역을 상권(market area) 또는 배후지(hinterland)라고 부른다. 상권을 결절 지역(nodal region)의 좋은 예라고 칭하는데 해당 상권의 원 내의 영역에서 재화 및 서비스의 도달 범위와 최소 요구치간의 관계를 파악하는 것이 중심지 이론의 핵심이다. 상권을 표현하는 가장 좋은 방법은 육각형 모형으로 도형의 이점상 서로 중첩되는 곳이나 배제되는 곳이 없다.

## 포섭원리
크리스탈러는 중심지 계층에 관한 포섭원리(nested priciple)를 내세웠다. 중심지 계층의 포섭원리란 고차중심지의 영향권(배후지) 내에 차수가 낮은 규모의 중심지들이 어떻게 포섭되어 있는가를 설명하는 원리이다. 이를 설명하기 위해 K-value체계를 이용하였는데 K-value 체계는 최고차 중심지의 영향권(배후지)내에 차수가 낮은 중심지가 몇 개씩 포섭되어 있는가를 차수에 대한 k값의 배수로 설명하는 것이다. 크리스탈러는 K=3, K=4, K=7의 경우에 대하여서 중심지 계층간의 포섭원리를 설명하였다.
K=3가 의미하는 것은 하나의 고차중심지의 영향권(배후지) 내에 차하의 중심지 3개가 포섭되어 있다는 것이고, K=4는 4개, K=7는 7개의 차하 중심지(바로 아래 계층의 중심지)가 고차중심지의 영향권 내에 포섭되어 있다는 것을 의미한다.

### 시장원리
시장 원리란 가능한 한 적은 수의 중심지에서 보다 넓은 지역에 재화와 서비스를 공급하기 위해 중심지들은 서로 분리되어야 한다는 원리이다. 하나의 저차중심지는 이론상 등거리에 위치해 있는 차상(바로 상위 계층)의 3개의 중심지에 영향을 받게 되므로 각각 1/3씩 분할되어 가장 가까운 차상의 고차 중심지에 포섭되는 원리이다. 따라서 고차 중심지의 영향권(배후지) 내에는 완전한 1개의 차하중심지(바로 아래 계층의 중심지)와 배후지가 포함되고 1/3씩 분할된 차하중심지와 배후지가 6개 포함되므로 실제로 3개의 차하중심지가 포섭된다.

### 교통원리
교통원리란 큰 도시들(고차중심지)를 연결하는 도로선상에 되도록 저차중심지들이 많이 배열되도록하여 교통상의 편리를 도모한 원리로서, 효과적인 교통망을 건설할 수 있는 원리이다. 교통원리는 고차중심지의 육각형 선 중앙에 저차 중심지 6개가 분포함으로써, 교통상의 효율성을 극대화한 형태이다. 이 경우 고차중심지의 육각형내에는 1개의 차하중심지와 배후지가 포함되고 1/2로 분할된 차하중심지와 배후지가 6개 포섭된다.

### 행정원리
행정원리는 경제적 관점이 아닌 정치적인 관점에서 유도된 공간 배열로서, 행정의 통제상 개개의 중심지의 영향권이 세분될 수 없다는 전제하에서 고차중심지의 세력권내에 6개의 차하중심지가 모두 포섭되게 하는 원리이다.

## 같이 보기
- 프랙탈
- 펜로즈 테셀레이션
- 지프의 법칙